# Jens Pulver
Jens Johnnie Pulver (Sunnyside, 6 de dezembro de 1974) é um lutador estadunidense de artes marciais mistas ((MMA), atualmente compete no peso-mosca da promoção de Singapura, o ONE FC. Ele já competiu nas categorias dos leves, penas e galos. Ele também já foi detentor do campeão do peso-leve do UFC e foi técnico do The Ultimate Fighter 5, que foi ao ar na Spike TV. Apesar de ser mais conhecido por lutar no UFC, ele também lutou em promoções como WEC, ONE FC e IFL.

## Começo da Vida
Filho de um jóquei licenciado, Jens Pulver cresceu em Maple Valley, Washington (cerca de uma hora de Seattle). Ele era o mais mais velho de quatro irmãos (dois irmão, Dustin e Abel, e uma irmã, Jamaica). Pulver tem heterocromia, uma condição médica que deixa os olhos com cores diferentes; no caso de Pulver seu olho direito é azul, enquanto o esquerdo é castanho.
Pulver foi criado em o que ele chama de "inferno diário." Em sua casa na infância presenciou cenas de violência e abuso, decorrente principalmente de seu pai alcoólatra. Muitos exemplos de abuso que Pulver encarou em sua juventude são retratadas em sua autobiografia, Little Evil, One Ultimate Fighter's Rise to the Top, o mais extremo, um incidente com seu pai que ameaçou Pulver quando ele tinha sete anos com um revólver na boca e então removendo, dizendo, "Por.., não vale a bala."
Pulver é o tema do livro NEVER de Timothy McKinnon, que discute suas lutas e sucessos ao longo da vida com a depressão, família e religião, todas estão inextricavelmente entretidas com sua carreira de lutador profissional no MMA.

## Background nas Artes Marciais
O verão anterior ao dele entrar na sexta sérire, Pulver foi apresentado a um amigo da família, Jack Vantress. Vantress encorajou Pulver a entrar em um programa de wrestling para jovens. Ele então lutou pela Tahoma High School em Maple Valley, ganhando dois campeonatos estaduais. Pulver lutou pela Highline Community College onde ele se tornou um All-American da NJCAA, colocando-se entre os oito melhores no Campeonato Nacional da NJCAA. Ele então lutou para a Boise State University (BSU), antes de uma lesão (fratura bilateral dos pulsos) eventualmente encerrou sua carreira no wrestling amador. Pulver eventualmente se graduou na BSU com um grau na justiça criminal.
Durante a faculdade, os interesses de Pulver se mudaram do wrestling para as artes marciais mistas. Ele encontrou o sucesso precoce lutando em eventos não sancionados, antes de fazer amizade com Lowell Anderson, o comprador a academia de Jiu Jitsu Brasileiro à noventa milhas ao norte de Boise, Idaho. Lowell envolveu Pulver em eventos de MMA sancionados, como o Bas Rutten Invitational em Abril de 1999. Pulver venceu a luta, então perdeu a segunda devido à sua falta de treinamento nas artes marciais. Ele enfrentou novamente na terceira edição do Bas Rutten Invitational, vencendo ambas lutas e impressionando o matchmaker do UFC, John Perretti.
Pulver se mudou para Lockeford, California em 1999 onde ele treinou na Lion's Den e então se juntou a Shamrock em 2000, um campo de treinamento formado por Bob Shamrock (pai adotivo de Ken e Frank Shamrock). Pulver notou que havia uma criança na academia que batia nos sacos chamado Nick Diaz com seu irmão caçula Nate, os dois posteriormente se tornaram estrelas do MMA. Pulver, que odiava seu nome por ser o mesmo que o de seu pai, perguntou a Bob em um ponto se ele podia levar o nome de Shamrock, Bob foi a primeira vez que ele sentiu que tinha um pai. Bob disse a ele: "Você vai lá e faça o nome de Pulver ser algo bom." (Pulver que depois se torneria o primeiro Campeão 155 pounds da história do UFC.) Pulver queria lutar em tempo integral, mas não havia os parceiros de treinamento certos para ele. Shamrock então o colocou em contato com Monte Cox e o mandou para o Iowa, onde Pat Miletich estava começando uma equipe onde ele podia treinar em tempo integral.

## Carreira no MMA
Pulver começou a competir no UFC em Setembro de 1999. Ele lutou quatro vezes no UFC antes de ganhar uma chance pelo título contra o lutador japonês top do ranking Caol Uno em Fevereiro de 2001. Pulver venceu o título por decisão unânime, tornando-se o primeiro Campeão Peso Leve do UFC. Ele defendeu seu título duas vezes (contra Dennis Hallman e B.J. Penn) antes de deixar a promoção com problemas no contrato. Pulver ficou famosos por suas combinações de wrestling defensivo e estratégias de boxe coloquialmente chamado de "sprawl and brawl" nos círculos do MMA.

### Pulver vs. Hallmann
A primeira defesa de título de Pulver foi contra Dennis Hallman (mais conhecido por suas duas vitórias contra o ex-Campeão Meio Médio do UFC Matt Hughes).
Após a segunda vitória sobre Hughes, Hallman desceu de categoria e enfrentou Pulver pelo Cinturão Peso Leve do UFC em Setembro de 2001. Pulver e Hallman lutaram wrestling no mesmo estado (Washington) na escola. Nas entrevistas pré-luta, Hallman afirmou conhecer pessoalmente e não gostar de Pulver, mas Pulver negou qualquer relação pessoal, afirmando que ele só sabia Hallman também era campeão estadual de wrestling na escola.
Durante a luta, Hallman encaixou uma chave de braço em Pulver, mas Pulver respondeu com um cruzado de esquerda no queixo de Hallman. Hallman lutou passivamente o restante da luta, aparentemente incapaz de se recuperar completamente, e Pulver eventualmente venceu por decisão unânime.

### Pulver vs. Penn
A segunda defesa de título de Pulver foi contra B.J. Penn. Antes de fazer a transição para as artes marciais mistas, Penn foi o mais condecorado praticante de Jiu Jitsu Brasileiro na América e o primeiro americano a vencer um Campeonato Mundial de Jiu Jitsu Brasileiro.
Após a estréia impressionante contra o wrestler Joey Gilbert (nocaute técnico no primeiro round), Penn rapidamente subiu nos rankings. Penn, já conhecido pelo seu nível de grappling, rapidamente chocou a comunidade do MMA mostrando habilidades incríveis na trocação; nocauteando rapidaemnte  Din Thomas, em seguida vencendo Caol Uno em onze segundos do primeiro round. Conseguindo uma luta com Pulver, Penn nunca havia lutado mais do que um round. Com a velocidade que Penn derrotava seus oponentes, ele era dado com imbatível por alguns jornalistas de MMA.
O desempenho de Pulver nessa luta foi considerado o ponto alto de sua carreira. Penn pressionou a ação inicial; levando Pulver ao chão inúmeras vezes, conseguindo a montada duas vezes no segundo round e conseguindo até uma chave de braço, esticando completamente o braço de Pulver, mas o round acabou.
Pulver voltou a lutar no terceiro round, sucessivamente derrotando as tentativas Penn de levar a luta para o chão, e até mesmo marcando pontos com defesas de queda em Penn. Pulver frustou Penn com nada mais do que força de vontade, não vencendo os rounds anteriores, mas bloqueando o mundialmente nomeado Penn. No quinto round, Penn, se frustou e caiu em alguns pontos, decidiu ficar em pé com Pulver. Por todos os cinco minutos do quinto round os dois trocaram golpes. Com 45 segundos restantes no round, um golpe de esquera de Pulver cambaleou Penn, que viu o problema. Porém, Penn contra-golpeou com um chute de direita na virilha, resultando em 50 segundos para se recuperar. Apesar do tempo que Penn teve para se recuperar, quando a luta foi reiniciada, Pulver novamente abalou Penn com 20 segundos faltando. Porém, o round terminou e a luta foi para a mão dos juízes.
Pulver venceu a luta por decisão majoritária. Quebrado em lágrimas na entrevista pós-luta, Pulver gritou, "No chão de novo!...Eu sofri minha vida toda, isso não é nada."

### Deixando o UFC
Após deixar o UFC, a carreira de Pulver caiu um pouco com duas derrotas seguidas. Ele reencontrou o caminho das vitórias descendo de peso (para 145 lb). Junto com o MMA, Pulver também começou a competir boxe profissional, vencendo todas suas quatro lutas em 2004, incluindo uma luta no sindicato nacional USA Network. Durante esse tempo Pulver lutou em várias outras promoções de MMA, incluindo Shooto, Pride e IFL, também uma lutaas na promoção Shootboxing de kickboxing, onde ele derrotou o campeão de Sanda de 2004 Dai Chang Liang. Após essa luta, Pulver moveu-se de volta para a divisão dos leves em Dezembro de 2004 no PRIDE Fighting Championships.

### PRIDE Fighting Championships
Sua primeira luta no Pride foi contra o atual e último Campeão Peso Leve do Pride (160 lb) Takanori Gomi. Pulver e Gomi demonstraram excelentes habilidades no boxe e a luta foi colocada como melhor luta de boxe na história do MMA. Isso foi interrompido quando Gomi acertou um um uppercut que nocauteou Pulver aos 6:29 do primeiro round. Isto o levou a um combate contra Tomomi Iwama, que ele derrotou por nocaute em um minuto de luta.
Ele então enfrentou a estrela japonesa Hayato Sakurai, e ele perdeu novamente, por nocaute técnico.
Sua luta final no Pride, contra Kenji Arai, foi uma batalha de trocação que terminou em Pulver derrubando Arai com uma combinação direita-esquerda, e finalizando com tiros de meta na cabeça, ganhando por nocaute técnico.

### Retorno ao UFC
No UFC 63 Pulver retornou ao Ultimate Fighting Championship na categoria dos leves recém integrada. Ele foi colocado para enfrentar o estreante no UFC Joe Lauzon. Pulver era favorito em 7:1 para vencer a luta, mas Lauzon rapidamente derrotou o ex-campeão com um soco aos 48 segundos do primeiro round. Após a luta, Pulver pediu desculpas por sua apresentação e disse que ainda pretendia lutar pelo UFC.
Pulver foi técnico do reality show The Ultimate Fighter 5, que contou com lutadores no peso leve, incluindo o homem que o nocauteou, Joe Lauzon. Seu colega no show e técnico rival, foi B.J. Penn que Pulver derrotou anteriormente. Os dois lutadores se enfrentaram na final da temporada, onde Pulver foi derrotado com um mata leão no segundo round. Após a luta, Pulver anunciou suas intenções de descer para os penas e lutar no WEC. Ele também fez aberturas em direção de Penn para esquecer as indiferenças e treinarem juntos, mas Pulver também disse que aceitaria uma terceira luta com Penn.

### World Extreme Cagefighting
Em 17 de Julho de 2007, foi anunciado que Pulver faria sua estréia no World Extreme Cagefighting contra Cub Swanson no WEC 30 em 5 de Setembro de 2007. Pulver teve que se retirar da luta com Swanson devido á uma lesão no joelho. A luta foi posteriormente remarcada para o card do WEC de 12 de Dezembro. Pulver venceu a luta por finalização com uma guilhotina aos 35 segundos do primeiro round e anunciou intenções de caminhar em direção ao Cinturão Peso Pena do WEC, que Urijah Faber havia defendido contra o companheiro de equipe de Pulver, Jeff Curran no mesmo card.
Pulver e Faber finalmente se enfrentaram no WEC 34 em 1 de Junho de 2008. Nenhum dos dois foi capaz de terminar a luta durante os cinco rounds. Os juízes marcaram a luta como decisão unânime para Faber, 50–45, 50–44 e 50–44. Essa luta marcou a primeira luta de Pulver no peso pena que foi para a decisão, a primeira vez que Pulver foi derrotado nessa categoria e também a primeira vez que um luta de Faber no WEC foi à distância. Pulver constou depois da luta que queria outra chance pelo título, mas queria "ganhá-lo".
Pulver enfrentou o trocador Leonard Garcia no WEC 36 em 5 de Novembro após a data original de 10 de Setembro ser cancelada devido a ameaça do furação Ike. Em uma surpreendente virada, Pulver sofreu uma derrota por nocaute técnico no primeiro round como Greg Jackson trainou Leonard Garcia abalou Pulver com a combinação esquerda-direita, então acabando com mais golpes com Pulver contra a grade.
No WEC 38, Pulver novamente perdeu para Faber em uma revanche do WEC 34 e Pulver perdeu por finalização com uma guilhotina no primeiro round.
Após sua segunda derrota para Faber, Pulver temporariamente substituiu Frank Mir como comentarista no WEC 39.
No WEC 41, Pulver foi finalizado por Josh Grispi com uma guilhotina em menos de um minuto de luta. “Eu acho que eu apenas terminei no mesmo lugar que comecei,” Pulver disse emocionado ao público após perder 8 de suas últimas 12 lutas. “Eu não estou dizendo que estou pronto ainda, mas foi incrível."
Pulver retornou no WEC 47 para enfrentar o faixa preta de Jiu Jitsu Brasileiro Javier Vazquez em 6 de Março de 2010. Pulver perdeu por finalização aos 3:41 do primeiro round. Pulver perdeu 9 de suas últimas 13 lutas.
No rescaldo da derrota de Pulver no WEC 47, o presidente do UFC Dana White confirmou que Pulver havia sido demitido do WEC.

### Promoções Independentes
Pulver enfrentou Diego Garijo em 14 de Agosto de 2010 em Irvine, California, perdendo a luta por finalização com uma guilhotina no primeiro round. Essa foi a sexta derrota seguida de Pulver.
Pulver era esperado para enfrentar Frank Johnson no CFX/Extreme Challenge 170 em 11 de Dezembro no Target Center em Minneapolis, Minnesota. Mas  Pulver teve que se retirar da luta por motivos desconhecidos e foi substituído por Mitch Jackson.
Pulver fez o evento principal do XFO 38 contra Mike Lindquist em 22 de Janeiro de 2011, onde ele venceu por finalização aos 0:49 do primeiro round. Essa foi a primeira vitória de Pulver nos últimos 3 anos, encerrando a sequência de 6 lutas com derrota.
Em 5 de Março de 2011 Pulver derrotou Wade Choate por decisão dividida apesar de quebrar seu pé no primeiro round. A vitória foi a sua segunda consecutiva.
Pulver enfrentou o também veterano do WEC, Coty Wheeler no MMA Fight Pit presents "Genesis" em 13 de Agosto de 2011 em New Mexico. Pulver venceu a luta por nor nocaute técnico no segundo round em uma performance dominante.
Pulver enfrentou Tim Elliott no Resurrection Fighting Alliance em 16 de Dezembro de 2011 e perdeu a luta por nocaute no segundo round. Em um discurso pós-luta, Elliott agradeceu Jens por aceitar a luta, e o usou como referência como inspiração para começar no MMA.
Em 26 de Março de 2012, foi anunciado que Pulver havia assinado com a promoção britânica Cage Warriors.
Em 14 de Abril de 2012, Pulver derrotou o campeão peso mosca do All Army Combatives Jesse Thorton por decisão unânime em Fort Hood, Texas.

### ONE FC
Em 31 de Agosto de 2012 Pulver voltou para 145 lbs para enfrentar o filipino invicto Eric Kelly em seu país. Pulver fez uma luta dura com Kelly mas caiu no segundo round por nocaute técnico após Kelly acertar um chute no corpo seguido de socos.
Em 6 de Outubro de 2012, Pulver retrnou ao ONE Fighting Championship para entrar no GP de Galos. Jens enfrentou o prospecto chinês Zhao Ya Fei, Pulver venceu por decisão técnica após sofrer um golpe genital ilegal e a luta foi a pontuação dos juízes no terceiro round.
Pulver enfrentou Masakatsu Ueda na semifinal do GP de Galos em 5 de Abril de 2013 no ONE FC: Kings and Champions. Ele perdeu a luta por finalização.
Em Julho de 2014, Pulver anunciou sua aposentadoria do MMA.

## Campeonatos e realizações
- Ultimate Fighting Championship
  - Campeão Peso Leve do UFC (Uma vez; Primeiro)
  - Duas defesas de título com sucesso
  - Primeiro Peso Leve a ser evento principal de um evento do UFC

- World Extreme Cagefighting
  - Luta da Noite (Uma vez)

- ONE Fighting Championship
  - Semifinalista do GP de Galos

- Fight Matrix
  - Melhor Luta do Ano de 2002 vs. B.J. Penn em 11 de Janeiro de 2002[13]

## Cartel no MMA
| Cartel no MMA   |             |             |
| 47 lutas        | 27 vitórias | 19 derrotas |
| Por nocaute     | 14          | 8           |
| Por finalização | 4           | 9           |
| Por decisão     | 9           | 2           |
| Empates         | 1           | 1           |

| Res.    | Cartel  | Oponente          | Método                           | Evento                                           | Data       | Round | Tempo | Local                     | Notas                                             |
| ------- | ------- | ----------------- | -------------------------------- | ------------------------------------------------ | ---------- | ----- | ----- | ------------------------- | ------------------------------------------------- |
| Derrota | 27-19-1 | Sami Aziz         | Decisão (unânime)                | SC 9: Gothenburg                                 | 23/11/2013 | 3     | 5:00  | Gothenburg                |                                                   |
| Derrota | 27–18–1 | Masakatsu Ueda    | Finalização (d'arce choke)       | ONE FC: Kings and Champions                      | 05/04/2013 | 2     | 3:52  | Kallang                   | Semifinal do Grand Prix de Galos do ONE FC.       |
| Vitória | 27–17–1 | Zhao Ya Fei       | Decisão Técnica (unânime)        | ONE FC: Rise of Kings                            | 06/10/2012 | 2     | 5:00  | Kallang                   | 1° Round do Grand Prix de Galos do ONE FC.        |
| Derrota | 26–17–1 | Eric Kelly        | Nocaute Técnico (chute e socos)  | ONE FC: Pride of a Nation                        | 31/08/2012 | 2     | 1:46  | Manila                    | Luta nos Penas.                                   |
| Vitória | 26–16–1 | Jesse Thorton     | Decisão (unânime)                | Operation: Fight Night                           | 14/04/2012 | 3     | 5:00  | Fort Hood, Texas          | Luta nos Moscas.                                  |
| Derrota | 25–16–1 | Tim Elliott       | Nocaute (joelhada)               | Resurrection Fight Alliance                      | 16/12/2011 | 2     | 2:12  | Kearney, Nebraska         | Estréia nos Moscas.                               |
| Vitória | 25–15–1 | Coty Wheeler      | Nocaute Técnico (socos)          | MMA Fight Pit: Genesis                           | 13/08/2011 | 2     | 1:59  | Albuquerque, New Mexico   | Estréia nos Galos.                                |
| Derrota | 24–15–1 | Brian Davidson    | Finalização (mata leão)          | Titan Fighting Championships 18                  | 27/05/2011 | 1     | 4:00  | Kansas City, Kansas       |                                                   |
| Vitória | 24–14–1 | Wade Choate       | Decisão (dividida)               | Chicago Cagefighting Championship III            | 05/03/2011 | 3     | 5:00  | Villa Park, Illinois      |                                                   |
| Vitória | 23–14–1 | Mike Lindquist    | Finalização (mata leão)          | XFO: 38                                          | 22/01/2011 | 1     | 0:49  | Woodstock, Illinois       |                                                   |
| Derrota | 22–14–1 | Diego Garijo      | Finalização (guilhotina)         | Powerhouse World Promotions: War on the Mainland | 14/08/2010 | 1     | 1:08  | Irvine, California        |                                                   |
| Derrota | 22–13–1 | Javier Vazquez    | Finalização (chave de braço)     | WEC 47                                           | 06/03/2010 | 1     | 3:41  | Columbus, Ohio            |                                                   |
| Derrota | 22–12–1 | Josh Grispi       | Finalização (guilhotina)         | WEC 41                                           | 07/06/2009 | 1     | 0:33  | Sacramento, California    |                                                   |
| Derrota | 22–11–1 | Urijah Faber      | Finalização (guilhotina)         | WEC 38                                           | 25/01/2009 | 1     | 1:34  | San Diego, California     |                                                   |
| Derrota | 22–10–1 | Leonard Garcia    | Nocaute Técnico (socos)          | WEC 36                                           | 05/11/2008 | 1     | 1:12  | Hollywood, Florida        |                                                   |
| Derrota | 22–9–1  | Urijah Faber      | Decisão (unânime)                | WEC 34                                           | 01/06/2008 | 5     | 5:00  | Sacramento, California    | Pelo Cinturão Peso Pena do WEC; Luta da Noite.    |
| Vitória | 22–8–1  | Cub Swanson       | Finalização (guilhotina)         | WEC 31                                           | 12/06/2007 | 1     | 0:35  | Las Vegas, Nevada         |                                                   |
| Derrota | 21–8–1  | B.J. Penn         | Finalização (mata leão)          | The Ultimate Fighter 5 Finale                    | 23/06/2007 | 2     | 3:12  | Las Vegas, Nevada         |                                                   |
| Derrota | 21–7–1  | Joe Lauzon        | Nocaute (soco)                   | UFC 63                                           | 23/09/2006 | 1     | 0:47  | Anaheim, California       |                                                   |
| Vitória | 21–6–1  | Cole Escovedo     | Nocaute (soco)                   | IFL: Legends Championship 2006                   | 29/04/2006 | 1     | 0:56  | Atlantic City, New Jersey |                                                   |
| Vitória | 20–6–1  | Kenji Arai        | Nocaute (tiro de meta)           | Pride Bushido 10                                 | 02/04/2006 | 1     | 3:59  | Tokyo                     |                                                   |
| Derrota | 19–6–1  | Hayato Sakurai    | Nocaute Técnico (socos)          | Pride Bushido 9                                  | 25/09/2005 | 1     | 8:56  | Tokyo                     | Quartas de Final do GP de Leves do Pride de 2005. |
| Vitória | 19–5–1  | Tomomi Iwama      | Nocaute (soco)                   | Pride Bushido 7                                  | 22/05/2005 | 1     | 1:00  | Tokyo                     |                                                   |
| Derrota | 18–5–1  | Takanori Gomi     | Nocaute (soco)                   | Pride Shockwave 2004                             | 31/12/2004 | 1     | 6:29  | Saitama City, Saitama     |                                                   |
| Vitória | 18–4–1  | Stephen Palling   | Nocaute (soco)                   | Shooto Hawaii: Soljah Fight Night                | 09/07/2004 | 3     | 1:47  | Honolulu, Hawaii          |                                                   |
| Vitória | 17–4–1  | Naoya Uematsu     | Nocaute (soco)                   | Shooto 2004: 3/22 in Korakuen Hall               | 22/03/2004 | 1     | 2:09  | Tokyo                     |                                                   |
| Vitória | 16–4–1  | Richard Hess      | Finalização (estrangulamento)    | IFC: Battleground Boise                          | 25/10/2003 | 1     | 2:14  | Boise, Idaho              |                                                   |
| Vitória | 15–4–1  | Joe Jordan        | Nocaute                          | Extreme Challenge 52                             | 15/08/2003 | 2     | 3:12  | Rock Island, Illinois     |                                                   |
| Derrota | 14–4–1  | Jason Maxwell     | Nocaute (golpes)                 | HOOKnSHOOT: Absolute Fighting Championships 3    | 24/05/2003 | 1     | 4:54  | Ft. Lauderdale, Florida   |                                                   |
| Derrota | 14–3–1  | Duane Ludwig      | Nocaute (soco)                   | UCC 12: Adrenaline                               | 25/01/2003 | 1     | 1:03  | Montreal, Quebec          |                                                   |
| Vitória | 14–2–1  | Takehiro Murahama | Decisão (dividida)               | UFO: Legend                                      | 08/08/2002 | 3     | 5:00  | Tokyo                     |                                                   |
| Vitória | 13–2–1  | Rob Emerson       | Decisão                          | UW: Ultimate Wrestling                           | 29/06/2002 | 3     | 5:00  | Minneapolis, Minnesota    |                                                   |
| Vitória | 12–2–1  | B.J. Penn         | Decisão (majoritária)            | UFC 35                                           | 11/01/2002 | 5     | 5:00  | Uncasville, Connecticut   | Defendeu o Cinturão Peso Leve do UFC              |
| Vitória | 11–2–1  | Dennis Hallman    | Decisão (unânime)                | UFC 33                                           | 28/09/2001 | 5     | 5:00  | Las Vegas, Nevada         | Defendeu o Cinturão Peso Leve do UFC              |
| Vitória | 10–2–1  | Caol Uno          | Decisão (majoritária)            | UFC 30                                           | 23/02/2001 | 5     | 5:00  | Atlantic City, New Jersey | Ganhou o Cinturão Peso Leve do UFC Vago.          |
| Vitória | 9–2–1   | John Lewis        | Nocaute (soco)                   | UFC 28                                           | 17/11/2000 | 1     | 0:15  | Atlantic City, New Jersey |                                                   |
| Vitória | 8–2–1   | Dave Gries        | Nocaute                          | Gladiators 10                                    | 14/10/2000 | N/A   | N/A   | Sioux City, Iowa          |                                                   |
| Derrota | 7–2–1   | Din Thomas        | Finalização (chave de calcanhar) | WEF: New Blood Conflict                          | 26/08/2000 | 2     | 0:33  | Estados Unidos            |                                                   |
| Vitória | 7–1–1   | João Roque        | Decisão                          | UFC 26                                           | 09/06/2000 | 3     | 15:00 | Cedar Rapids, Iowa        |                                                   |
| Vitória | 6–1–1   | Eric Hibler       | Nocaute                          | WEF 9: World Class                               | 13/05/2000 | 1     | 1:54  | Evansville, Indiana       |                                                   |
| Vitória | 5–1–1   | David Velasquez   | Nocaute Técnico (golpes)         | UFC 24                                           | 10/03/2000 | 2     | 2:41  | Lake Charles, Louisiana   |                                                   |
| Vitória | 4–1–1   | Phil Johns        | Nocaute (soco)                   | WEF 8: Goin' Platinum                            | 15/01/2000 | 1     | 0:33  | Rome, Georgia             |                                                   |
| Empate  | 3–1–1   | Alfonso Alcarez   | Empate                           | UFC 22                                           | 24/09/1999 | 2     | 5:00  | Lake Charles, Louisiana   |                                                   |
| Vitória | 3–1     | Joe Stevenson     | Nocaute (socos)                  | Bas Rutten Invitational 3                        | 01/06/1999 | 1     | 0:38  | Colorado                  |                                                   |
| Vitória | 2–1     | Ray Morales       | Finalização (guilhotina)         | Bas Rutten Invitational 3                        | 01/06/1999 | 1     | 0:51  | Colorado                  |                                                   |
| Derrota | 1–1     | David Harris      | Finalização (chave de dedo)      | Bas Rutten Invitational 2                        | 24/04/1999 | 1     | 11:57 | Littleton, Colorado       |                                                   |
| Vitória | 1–0     | Curtis Hill       | Nocaute Técnico (toalha)         | Bas Rutten Invitational 2                        | 24/04/1999 | 1     | 3:00  | Littleton, Colorado       |                                                   |